# Canthidium sulcatum
Canthidium sulcatum là một loài bọ cánh cứng trong họ Bọ hung (Scarabaeidae).